# Världsmästerskapet i fotboll för klubblag 2011
Världsmästerskapet i fotboll för klubblag 2011 var en fotbollsturnering som spelas mellan 8 och 18 december 2011. Det var det 8:e världsmästerskapet för klubblag som FIFA arrangerar. Efter att Förenade arabemiraten varit värdland 2009 och 2010 var det Japans tur att vara värdland 2011.
Under ett besök i Japan den 23 maj 2011, bekräftade Fifas ordförande Sepp Blatter att Japan skulle förbli som värd för turneringen trots jordbävningen vid Tohoku 2011.
Turneringen vanns av den spanska klubben FC Barcelona som vann med 4–0 i finalen mot brasilianska Santos FC.

## Kvalificerade lag
| Lag                                | Förbund                | Kvalificerad                                   | Deltagande1                |
| Börjar i semifinalerna             | Börjar i semifinalerna | Börjar i semifinalerna                         | Börjar i semifinalerna     |
| ---------------------------------- | ---------------------- | ---------------------------------------------- | -------------------------- |
| Barcelona                          | UEFA                   | Vinnare av UEFA Champions League 2010/2011     | 3:e (Tidigare: 2006, 2009) |
| Santos                             | CONMEBOL               | Vinnare av Copa Libertadores 2011              | 1:a                        |
| Börjar i kvartsfinalerna           |                        |                                                |                            |
| Al-Sadd                            | AFC                    | Vinnare av AFC Champions League 2011           | 1:a                        |
| Espérance                          | CAF                    | Vinnare av CAF Champions League 2011           | 1:a                        |
| Monterrey                          | CONCACAF               | Vinnare av CONCACAF Champions League 2010/2011 | 1:a                        |
| Börjar i kval till kvartsfinalerna |                        |                                                |                            |
| Auckland City                      | OFC                    | Vinnare av OFC Champions League 2010/2011      | 3:e (Tidigare: 2006, 2009) |
| Kashiwa Reysol                     | AFC (Host)             | Vinnare av J. League 2011                      | 1:a                        |

1 I fetstil: Tidigare vinnare av turneringen

## Domare
Utsedda domare är:
| Afrika - Noumandiez Doue Assisterande: - Songuifolo Yeo - Djibril Camara Asien - Ravsjan Irmatov - Yuichi Nishimura Assisterande: - Abdukhamidullo Rasulov - Bakhadyr Kochkarov - Toshiyuki Nagi - Toru Sagara Europa - Nicola Rizzoli Assisterande: - Renato Faverani - Andrea Stefani | Nord, Centralamerika och Karibien - Joel Aguilar Assisterande: - William Torres Mejia - Juan Francisco Zumba Oceanien - Peter O'Leary Assisterande: - Jan-Hendrik Hintz - Ravinesh Kumar Sydamerika - Enrique Osses Assisterande: - Francisco Mondria - Carlos Alexis Astroza |

## Trupper
Varje lag skulle lämnade in en trupplista på 23 spelare, varav tre skulle vara målvakter.

## Arenor
Alla matcher i världsmästerskapet i fotboll för klubblag 2011 spelades i Yokohama och Toyota.
| Toyota                                          | Yokohama                                        |
| ----------------------------------------------- | ----------------------------------------------- |
| Toyota Stadium                                  | International Stadium Yokohama                  |
| 35°05′05″N 137°10′15″Ö / 35.08472°N 137.17083°Ö | 35°30′35″N 139°36′20″Ö / 35.50972°N 139.60556°Ö |
| Kapacitet: 45 000                               | Kapacitet: 72 327                               |
|                                                 |                                                 |

## Matcher
En lottning hölls den 17 november i Nagoya för att bestämma "positionerna" på de tre lag som skulle börja i kvartsfinalerna: Al-Sadd (AFC), Espérance (CAF) och Monterrey (CONCACAF).
Om en match var oavgjord efter normal speltid:
- I utslagsmatcher spelades en förlängning. Om det fortfarande skulle stå oavgjort efter en förlängning, skulle en  straffsparksläggning hållas för att bestämma vinnaren.
- För femteplats-matchen och tredjeplats-matchen hölls ingen förlängning utan man gick direkt till straffsparksläggningen.

Alla tider är Japansk standardtid (UTC+09:00).

### Spelträd
|  | Playoff        | Playoff    |  |  | Kvartsfinaler         | Kvartsfinaler |  |  | Semifinaler         | Semifinaler |  |  | Final                | Final       |  |
|  |                |            |  |  |                       |               |  |  |                     |             |  |  |                      |             |  |
|  | 8 december     | 8 december |  |  | 11 december           | 11 december   |  |  | 14 december         | 14 december |  |  |                      |             |  |
|  | Kashiwa Reysol | 2          |  |  | Kashiwa Reysol (str.) | 1 (4)         |  |  | Kashiwa Reysol      | 1           |  |  |                      |             |  |
|  | Auckland City  | 0          |  |  | Monterrey             | 1 (3)         |  |  | Santos              | 3           |  |  |                      |             |  |
|  |                |            |  |  |                       |               |  |  |                     |             |  |  |                      |             |  |
|  |                |            |  |  |                       |               |  |  |                     |             |  |  |                      |             |  |
|  |                |            |  |  |                       |               |  |  | Match om femteplats |             |  |  |                      |             |  |
|  |                |            |  |  |                       |               |  |  | 14 december         | 14 december |  |  | 18 december          | 18 december |  |
|  |                |            |  |  |                       |               |  |  | Monterrey           | 3           |  |  | Santos               | 0           |  |
|  |                |            |  |  |                       |               |  |  | Espérance           | 2           |  |  | Barcelona            | 4           |  |
|  |                |            |  |  |                       |               |  |  |                     |             |  |  |                      |             |  |
|  |                |            |  |  |                       |               |  |  |                     |             |  |  | Match om tredjeplats |             |  |
|  |                |            |  |  | 11 december           | 11 december   |  |  | 15 december         | 15 december |  |  | 18 december          | 18 december |  |
|  |                |            |  |  | Espérance             | 1             |  |  | Al-Sadd             | 0           |  |  | Kashiwa Reysol       | 0 (3)       |  |
|  |                |            |  |  | Al-Sadd               | 2             |  |  | Barcelona           | 4           |  |  | Al-Sadd (str.)       | 0 (5)       |  |

### Kval till kvartsfinalerna
|       | 8 december 2011 | Kashiwa Reysol      | 2 – 0   | Auckland City | Toyota Stadium, Toyota                          |                                                 |
| 19:45 | 19:45           | Tanaka 37′ Kudo 40′ | Rapport |               | Publik: 18 754 Domare: Nicola Rizzoli (Italien) | Publik: 18 754 Domare: Nicola Rizzoli (Italien) |
| 19:45 | 19:45           |                     |         |               | Publik: 18 754 Domare: Nicola Rizzoli (Italien) | Publik: 18 754 Domare: Nicola Rizzoli (Italien) |
| 19:45 | 19:45           |                     |         |               | Publik: 18 754 Domare: Nicola Rizzoli (Italien) | Publik: 18 754 Domare: Nicola Rizzoli (Italien) |

### Kvartsfinalerna
|       | 11 december 2011 | Espérance   | 1 – 2   | Al-Sadd              | Toyota Stadium, Toyota                       |                                              |
| 16:00 | 16:00            | Darragi 60′ | Rapport | Khalfan 33′ Koni 49′ | Publik: 21 251 Domare: Enrique Osses (Chile) | Publik: 21 251 Domare: Enrique Osses (Chile) |
| 16:00 | 16:00            |             |         |                      | Publik: 21 251 Domare: Enrique Osses (Chile) | Publik: 21 251 Domare: Enrique Osses (Chile) |
| 16:00 | 16:00            |             |         |                      | Publik: 21 251 Domare: Enrique Osses (Chile) | Publik: 21 251 Domare: Enrique Osses (Chile) |

|       | 11 december 2011 | Kashiwa Reysol                                         | 1 – 1                      | Monterrey                           | Toyota Stadium, Toyota                             |                                                    |
| 19:30 | 19:30            | Leandro Domingues 53′                                  | Rapport                    | Suazo 58′                           | Publik: 27 525 Domare: Peter O'Leary (Nya Zeeland) | Publik: 27 525 Domare: Peter O'Leary (Nya Zeeland) |
| 19:30 | 19:30            |                                                        |                            |                                     | Publik: 27 525 Domare: Peter O'Leary (Nya Zeeland) | Publik: 27 525 Domare: Peter O'Leary (Nya Zeeland) |
| 19:30 | 19:30            | Leandro Domingues Jorge Wagner Kurisawa Tanaka Hayashi | Straffsparksläggning 4 – 3 | L. Pérez Suazo Ayoví Orozco Delgado | Publik: 27 525 Domare: Peter O'Leary (Nya Zeeland) | Publik: 27 525 Domare: Peter O'Leary (Nya Zeeland) |

### Femteplats-match
|       | 14 december 2011 | Monterrey                         | 3 – 2   | Espérance                      | Toyota Stadium, Toyota                              |                                                     |
| 16:30 | 16:30            | Mier 39′ de Nigris 44′ Zavala 47′ | Rapport | N'Djeng 31′ Mouelhi 76′ (str.) | Publik: 13 639 Domare: Ravsjan Irmatov (Uzbekistan) | Publik: 13 639 Domare: Ravsjan Irmatov (Uzbekistan) |
| 16:30 | 16:30            |                                   |         |                                | Publik: 13 639 Domare: Ravsjan Irmatov (Uzbekistan) | Publik: 13 639 Domare: Ravsjan Irmatov (Uzbekistan) |
| 16:30 | 16:30            |                                   |         |                                | Publik: 13 639 Domare: Ravsjan Irmatov (Uzbekistan) | Publik: 13 639 Domare: Ravsjan Irmatov (Uzbekistan) |

### Semifinaler
|       | 14 december 2011 | Kashiwa Reysol | 1 – 3   | Santos                           | Toyota Stadium, Toyota                          |                                                 |
| 19:30 | 19:30            | Sakai 54′      | Rapport | Neymar 19′ Borges 24′ Danilo 63′ | Publik: 29 173 Domare: Nicola Rizzoli (Italien) | Publik: 29 173 Domare: Nicola Rizzoli (Italien) |
| 19:30 | 19:30            |                |         |                                  | Publik: 29 173 Domare: Nicola Rizzoli (Italien) | Publik: 29 173 Domare: Nicola Rizzoli (Italien) |
| 19:30 | 19:30            |                |         |                                  | Publik: 29 173 Domare: Nicola Rizzoli (Italien) | Publik: 29 173 Domare: Nicola Rizzoli (Italien) |

|       | 15 december 2011 | Al-Sadd | 0 – 4   | Barcelona                              | International Stadium Yokohama, Yokohama          |                                                   |
| 19:30 | 19:30            |         | Rapport | Adriano 25′, 43′ Keita 64′ Maxwell 81′ | Publik: 66 298 Domare: Joel Aguilar (El Salvador) | Publik: 66 298 Domare: Joel Aguilar (El Salvador) |
| 19:30 | 19:30            |         |         |                                        | Publik: 66 298 Domare: Joel Aguilar (El Salvador) | Publik: 66 298 Domare: Joel Aguilar (El Salvador) |
| 19:30 | 19:30            |         |         |                                        | Publik: 66 298 Domare: Joel Aguilar (El Salvador) | Publik: 66 298 Domare: Joel Aguilar (El Salvador) |

### Tredjeplats-match
|       | 18 december 2011 | Kashiwa Reysol                  | 0 – 0                      | Al-Sadd                             | International Stadium Yokohama, Yokohama                 |                                                          |
| 16:30 | 16:30            |                                 | Rapport                    |                                     | Publik: 60 527 Domare: Noumandiez Doue (Elfenbenskusten) | Publik: 60 527 Domare: Noumandiez Doue (Elfenbenskusten) |
| 16:30 | 16:30            |                                 |                            |                                     | Publik: 60 527 Domare: Noumandiez Doue (Elfenbenskusten) | Publik: 60 527 Domare: Noumandiez Doue (Elfenbenskusten) |
| 16:30 | 16:30            | Jorge Wagner Sawa Hayashi Otani | Straffsparksläggning 3 – 5 | Niang Keïta Majid Al Haidos Belhadj | Publik: 60 527 Domare: Noumandiez Doue (Elfenbenskusten) | Publik: 60 527 Domare: Noumandiez Doue (Elfenbenskusten) |

### Final
|       | 18 december 2011 | Santos | 0 – 4   | Barcelona                            | International Stadium Yokohama, Yokohama            |                                                     |
| 19:30 | 19:30            |        | Rapport | Messi 17′, 82′ Xavi 24′ Fàbregas 45′ | Publik: 68 166 Domare: Ravsjan Irmatov (Uzbekistan) | Publik: 68 166 Domare: Ravsjan Irmatov (Uzbekistan) |
| 19:30 | 19:30            |        |         |                                      | Publik: 68 166 Domare: Ravsjan Irmatov (Uzbekistan) | Publik: 68 166 Domare: Ravsjan Irmatov (Uzbekistan) |
| 19:30 | 19:30            |        |         |                                      | Publik: 68 166 Domare: Ravsjan Irmatov (Uzbekistan) | Publik: 68 166 Domare: Ravsjan Irmatov (Uzbekistan) |

## Målskyttar
| Rank | Målskytt          | Klubb          | Mål |
| ---- | ----------------- | -------------- | --- |
| 1    | Lionel Messi      | Barcelona      | 2   |
| 1    | Adriano           | Barcelona      | 2   |
| 2    | Khalfan Ibrahim   | Al-Sadd        | 1   |
| 2    | Abdulla Koni      | Al-Sadd        | 1   |
| 2    | Maxwell           | Barcelona      | 1   |
| 2    | Seydou Keita      | Barcelona      | 1   |
| 2    | Cesc Fàbregas     | Barcelona      | 1   |
| 2    | Xavi              | Barcelona      | 1   |
| 2    | Oussama Darragi   | Espérance      | 1   |
| 2    | Khaled Mouelhi    | Espérance      | 1   |
| 2    | Yannick N'Djeng   | Espérance      | 1   |
| 2    | Leandro Domingues | Kashiwa Reysol | 1   |
| 2    | Masato Kudo       | Kashiwa Reysol | 1   |
| 2    | Hiroki Sakai      | Kashiwa Reysol | 1   |
| 2    | Junya Tanaka      | Kashiwa Reysol | 1   |
| 2    | Aldo de Nigris    | Monterrey      | 1   |
| 2    | Hiram Mier        | Monterrey      | 1   |
| 2    | Humberto Suazo    | Monterrey      | 1   |
| 2    | Jesús Zavala      | Monterrey      | 1   |
| 2    | Borges            | Santos         | 1   |
| 2    | Danilo            | Santos         | 1   |
| 2    | Neymar            | Santos         | 1   |

## Turneringsstatistik
| Nr | Lag            | S | V | O | F | GM | IM | MS | P |
| -- | -------------- | - | - | - | - | -- | -- | -- | - |
| 1  | Barcelona      | 2 | 2 | 0 | 0 | 8  | 0  | +8 | 6 |
| 2  | Santos         | 2 | 1 | 0 | 1 | 3  | 5  | −2 | 3 |
| 3  | Al-Sadd        | 3 | 1 | 1 | 1 | 2  | 5  | −3 | 4 |
| 4  | Kashiwa Reysol | 4 | 1 | 2 | 1 | 4  | 4  | 0  | 5 |
| 5  | Monterrey      | 2 | 1 | 1 | 0 | 4  | 3  | +1 | 4 |
| 6  | Espérance      | 2 | 0 | 0 | 2 | 3  | 5  | −2 | 0 |
| 7  | Auckland City  | 1 | 0 | 0 | 1 | 0  | 2  | −2 | 0 |

| Guldbollen   | Silverbollen | Bronsbollen |
| ------------ | ------------ | ----------- |
| Lionel Messi | Xavi         | Neymar      |

| Fair play | Barcelona |